# عبد العزيز البرعي
أبو ذر عبد العزيز بن يحيى البرعي أحد كبار علماء ومشايخ الدعوة السلفية في اليمن، أسس مركز دار الحديث في مفرق حبيش من محافظة إب.

## مؤلفاته
للشيخ عدد من المؤلفات إضافة إلى تحقيق لبعض الكتب العلمية منها:
1. قراع الأسنة في نفي التطرف والشذوذ عن أهل السنة- طبع دار الحرمين بالقاهرة.
2. التأسيس لنقض التلبيس- طبع مكتبة الإدريسي-صنعاء .
3. الرد على شريطي الحزبية- طبع مكتبة الإدريسي-صنعاء.
4. بداية الانحراف- طبع دار الشريعة -القاهرة.
5. الأطواق الأمنية.
6. المنهج المختصر للداخلين إلى الإسلام.
7. رسالة في التسمية عند الوضوء.
8. تحقيق كتاب (الرد على الجهمية للدارمي)(لم يطبع).

## أفكار ومواقف

### المظاهرات والاعتصامات
يرى الشيخ البرعي أن المظاهرات محرمة لما تسببه من أضرار، ولكونها من أساليب الخروج على الحكام، ونحن مأمورون بالصبر على جور الحكام.

## خصوم الشيخ
خصوم الشيخ هم خصوم الدعوة السلفية في اليمن، حين أنه من أبرز دعاتها بعد وفاة شيخه مقبل بن هادي الوادعي، وقد تعرض الشيخ لعدة محاولات اغتيال كان من آخرها بتاريخ 15 أكتوبر 2017 خلال فترة حكم الحوثيين لمحافظة إب.

## ثناء العلماء عليه
قال عنه شيخه مقبل بن هادي الوادعي: له بحوث قيمة في غاية الإتقان، عن فهم ودراية، وله رسالة قيمة «قراع الأسنة في نفي التطرف والغلو والشذوذ عن أهل السنة» وهو الآن قائم بمركز علمي في مفرق حُبيْش، ومحمود السيرة، ويُستَفَاد منه.
كما أوصى شيخه الوادعي أهل السنة في اليمن بالرجوع إليه في النوازل.